# Jerónima de Llanos y Ferrer
Jerónima de Llanos y Ferrer   (Madrid, 1630 - Alcalá de Henares, 19 d'agost de 1689), de nom religiós Jerónima Bernabela de San Andrés, va ser una religiosa carmelita descalça castellana.
Va néixer el 1630 a Madrid, filla de Cristóbal de Llanos y Jaraba i de Beatriz Ferrer y Torres, veïns de la vila, però originaris d'Ocaña i Monterrei. El 14 de juny de 1668, amb 38 anys, va prendre l'hàbit de carmelita descalça al convent d'Alcalá de Henares. Just un any després va ser admesa com a professa. Va ser una persona malaltissa, a causa de la seva avançada edat segons Miguel de Portilla, i malgrat contínuament va patir contínuament greus dolències, va complir amb les penitències imposades. El 1683 va ser elegida priora del convent va ocupar el càrrec fins a la seva mort, el 19 d'agost de 1689, després d'haver-se trencat el canell i contret i conviscut amb la lepra durant dotze anys, mentre va exercir el càrrec.